# Katwa
Katwa este un oraș în  provincia Nord-Kivu, Republica Democrată Congo. În 2012 avea o populație de 63 422 de locuitori, iar în 2004 avea 51 610.